# 米基·金
米基·金（英語：Micki King，1944年7月26日—），美国女子跳水运动员。她曾代表美国参加1968年和1972年夏季奥林匹克运动会跳水比赛，其中1972年夏季奥运会获得一枚金牌。